# Крионери (дем Горуша)
Крионери или Девла (на гръцки: Κρυονέρι; катаревуса: Κρυονέριον, Крионерион; до 1927 година: Δέβλα, Девла) е село в Република Гърция, дем Горуша (Войо), област Западна Македония.

## География
Селото е разположено на 750 m надморска височина, на около 10 km северозападно от демовия център град Неаполи (Ляпчища, Населич). На север граничи с костурското село Ресуляни.

## История

### В Османската империя
Край селото, в местността Влисида е имало старо селище с голяма гробищна църква „Свети Атанасий“. Селото е унищожено заедно с църквата и на нейно място в 1900 година е издигнат по-малък храм.
В края на ХІХ век Девла е село в северната част на Населишка каза на Османската империя. Църквата „Свети Николай“ е от епохата на Възраждането.
Според статистиката на Васил Кънчов в Девла живеят 100 гърци християни.
На Етнографската карта на Битолския вилает на Картографския институт в София от 1901 година Девла е чисто българско село в Костурската каза на Корчанския санджак с 30 къщи.
На етническата карта на Костурското братство в София от 1940 година, към 1912 година Девла е обозначено като гръцко селище.

### В Гърция
През Балканската война в 1912 година в селото влизат гръцки части и след Междусъюзническата в 1913 година Девла остава в Гърция. През 1913 година при първото преброяване от новата власт в него са регистрирани 134 жители.
В 1927 година името на селото е сменено на Крионери.
Населението традиционно произвежда жито, картофи, тютюн и други земеделски продукти, като се занимава и със скотовъдство.
| Година    | 1913 | 1920 | 1928 | 1940 | 1951 | 1961 | 1971 | 1981 | 1991 | 2001 | 2011 | 2021 |
| --------- | ---- | ---- | ---- | ---- | ---- | ---- | ---- | ---- | ---- | ---- | ---- | ---- |
| Население | 134  | 147  | 198  | 241  | 208  | 185  | 115  | 105  | 88   | 64   | 46   | 30   |